# Most-Raša
Most-Raša (en italien : Ponte d’Arsia) est une localité de Croatie située en Istrie, dans la municipalité de Raša, dans le comitat d'Istrie. En 2001, la localité comptait 91 habitants.

## Démographie
| 1948 | 1953 | 1961 | 1971 | 1981 | 1991 | 2001 |
| ---- | ---- | ---- | ---- | ---- | ---- | ---- |
| 215  | 166  | 157  | 122  | 85   | 100  | 91   |